# Dystheatias vitiensis
Dystheatias vitiensis är en insektsart som först beskrevs av George Willis Kirkaldy 1907.  Dystheatias vitiensis ingår i släktet Dystheatias och familjen kilstritar.
Artens utbredningsområde är Fiji. Inga underarter finns listade i Catalogue of Life.